# Терхо, Каспер
Каспер Микаэль Терхо (фин. Casper Mikael Terho; род. 24 июня 2003, Финляндия) — финский футболист, нападающий клуба «Ауд-Хеверле Лёвен» и сборной Финляндии.

## Клубная карьера
Терхо — воспитанник клуба ХИК. 26 августа 2020 года в матче против СИК он дебютировал в Вейккауслиге. В своём дебютном сезоне Терхо помог команде выиграть чемпионат и завоевать Кубок Финляндии. 24 апреля 2021 года в поединке против «Хонки» Каспер забил свой первый гол за ХИК. В составе команды он ещё дважды выиграл чемпионат.
В начале 2023 года Терхо перешёл в бельгийский «Юнион». 8 января в матче против «Андерлехта» он дебютировал в Жюпиле лиге. 

## Достижения
ХИК
- Чемпион Финляндии (3): 2020, 2021, 2022
- Обладатель Кубка Финляндии: 2020

«Юнион»
- Чемпион Бельгии: 2024/25
- Обладатель Кубка Бельгии: 2023/24